# 먼로 오슬리

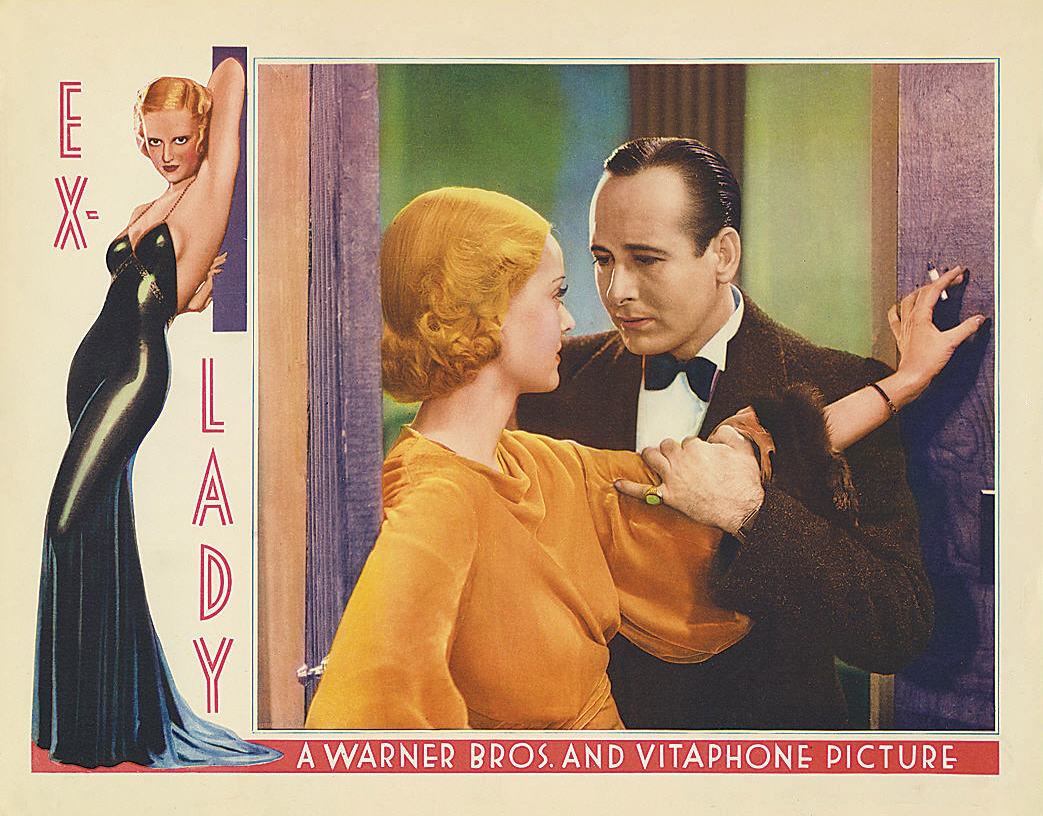

먼로 오슬리(Monroe Owsley, 1900년 8월 11일 ~ 1937년 9월 8일)는 미국의 배우, 연극 배우이다.
애틀랜타에서 태어났다.

## 영화
- 프라이빗 넘버 (1936년)
- 고잉 투 타운 (1935년)
- 콜 허 세비지 (1932년)
- 인디스크릿 (1931년)
- 홀리데이 (1930년)